# Valeriana tanacetifolia
Valeriana tanacetifolia är en kaprifolväxtart som beskrevs av F. G. Meyer. Valeriana tanacetifolia ingår i släktet vänderötter, och familjen kaprifolväxter. Inga underarter finns listade i Catalogue of Life.